# 锡耶勒纪尧姆
锡耶勒纪尧姆（法語：Sillé-le-Guillaume，法語發音：[sije lə ɡijom]），法国西北部城市，卢瓦尔河地区大区萨尔特省的一个市镇，隶属于马梅尔区，其市镇面积为12.9平方公里，2022年1月1日时人口数量为2,192人，在法国城市中排名第4,792位。
锡耶勒纪尧姆位于萨尔特省西北部，是一个区域性的中心市镇，巴黎－布雷斯特铁路由此通过并设有车站，另有多条公路在此交汇。

## 地名来源
“锡耶”一名来源于高卢语单词silo，意为“果实”；“纪尧姆”则是当地历史上的首位领主。
法国大革命期间，“Sillé-le-Guillaume”一名因带有封建色彩而被革命派更名为“Sillé-la-Montagne”，意为“山地锡耶”。

## 历史
锡耶勒纪尧姆历史上长期为一处普通村落，中世纪时属于曼恩行省。百年战争期间，吉尔·德·雷曾率兵在此与英格兰军队发生交战。法国大革命后，锡耶勒纪尧姆成为萨尔特省的一个市镇。工业革命期间，途径此地的巴黎－布雷斯特铁路建成通车，锡耶勒纪尧姆逐渐发展成为一个区域性的工商业中心。普法战争期间，萨尔特省政府曾一度迁址至锡耶勒纪尧姆。

## 地理

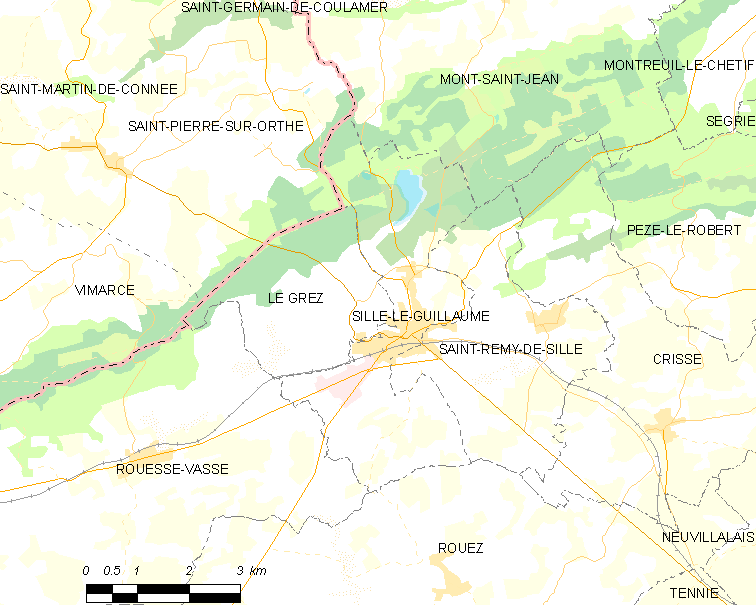
锡耶勒纪尧姆市镇范围地图

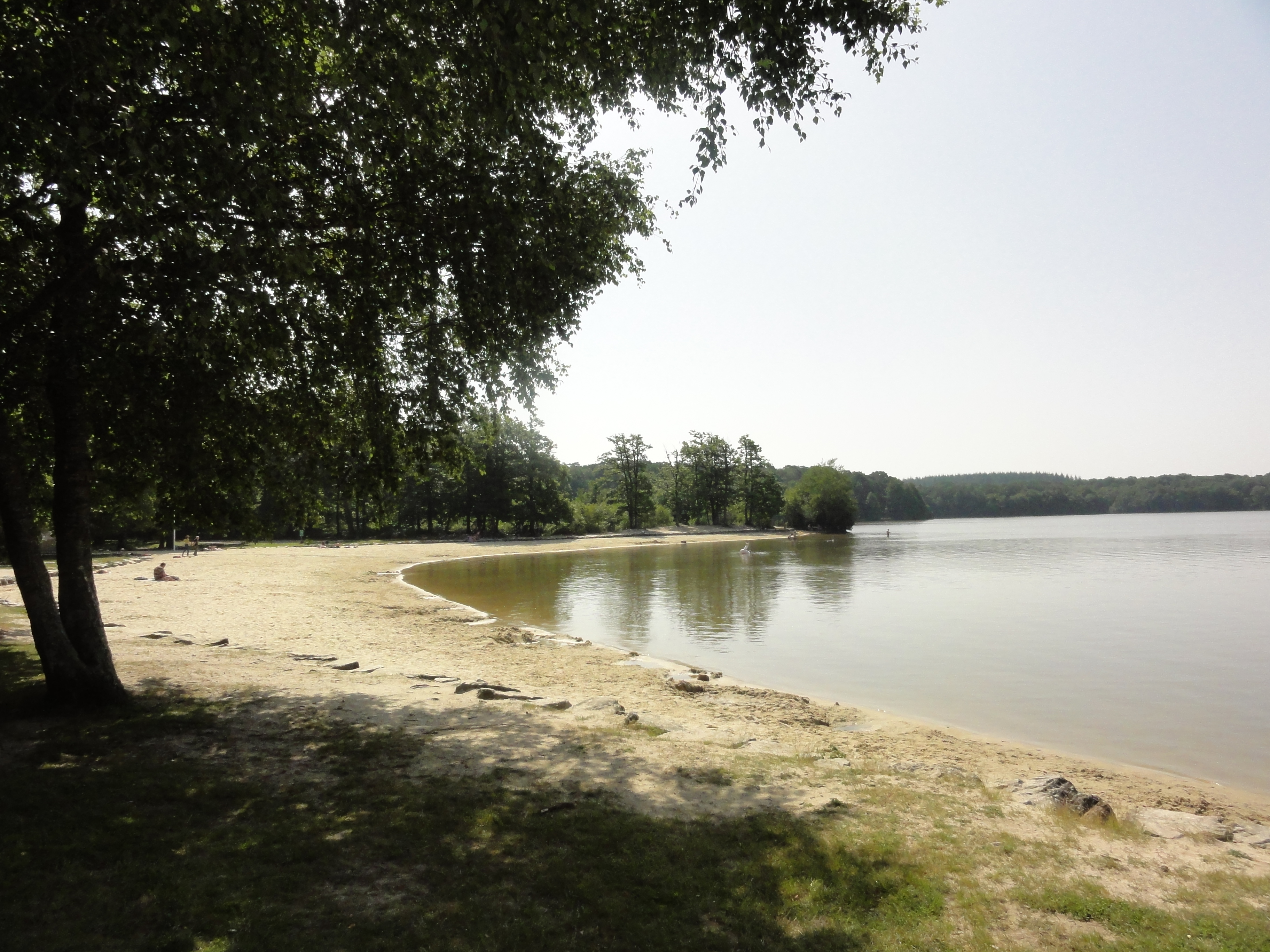
大水塘湖岸

锡耶勒纪尧姆位于法国西北部，卢瓦尔河地区大区东北部和萨尔特省西北部，距离省会勒芒大约35公里。与锡耶勒纪尧姆接壤的市镇包括：蒙圣让、勒格雷、鲁埃塞瓦塞、鲁埃、圣雷米德锡耶、奥尔特河畔维马丹。

### 地形
锡耶勒纪尧姆位于阿摩里卡丘陵东北部延伸地带，境内以浅丘为主，市镇中心地势较为平坦，全境海拔在115到260米之间。

### 水文
锡耶勒纪尧姆位于韦格尔河与萨尔特河的分水岭地带，市镇范围北部有大水塘（Grand Étang），是一个人工水库，附近开辟有绿地公园。

### 植被
锡耶勒纪尧姆属于温带阔叶混交林区，林地广泛分布于市镇范围内的北部地区。
在鲜花城市的评比中，锡耶勒纪尧姆被评为2星级鲜花城市。

### 气候
锡耶勒纪尧姆在柯本气候分类法中属于温带海洋性气候。

## 行政区划
锡耶勒纪尧姆是法国卢瓦尔河地区大区萨尔特省的一个市镇，编号为72334。锡耶勒纪尧姆隶属于马梅尔区和萨尔特省第一选区，管理锡耶勒纪尧姆县，同时也是孔利乡村-锡耶地区市镇公共社区的办公驻地。
法国国家统计与经济研究所（简称）在进行数据统计时，将锡耶勒纪尧姆及相邻的另外一个市镇设为锡耶勒纪尧姆城市核心区以及锡耶勒纪尧姆城市区。自2020年起，锡耶勒纪尧姆城市区被包含5个市镇的锡耶勒纪尧姆城市辐射区代替。此外，还将锡耶勒纪尧姆市镇整体看作一个“块区”（IRIS），以便于统计人口分布情况。

## 交通

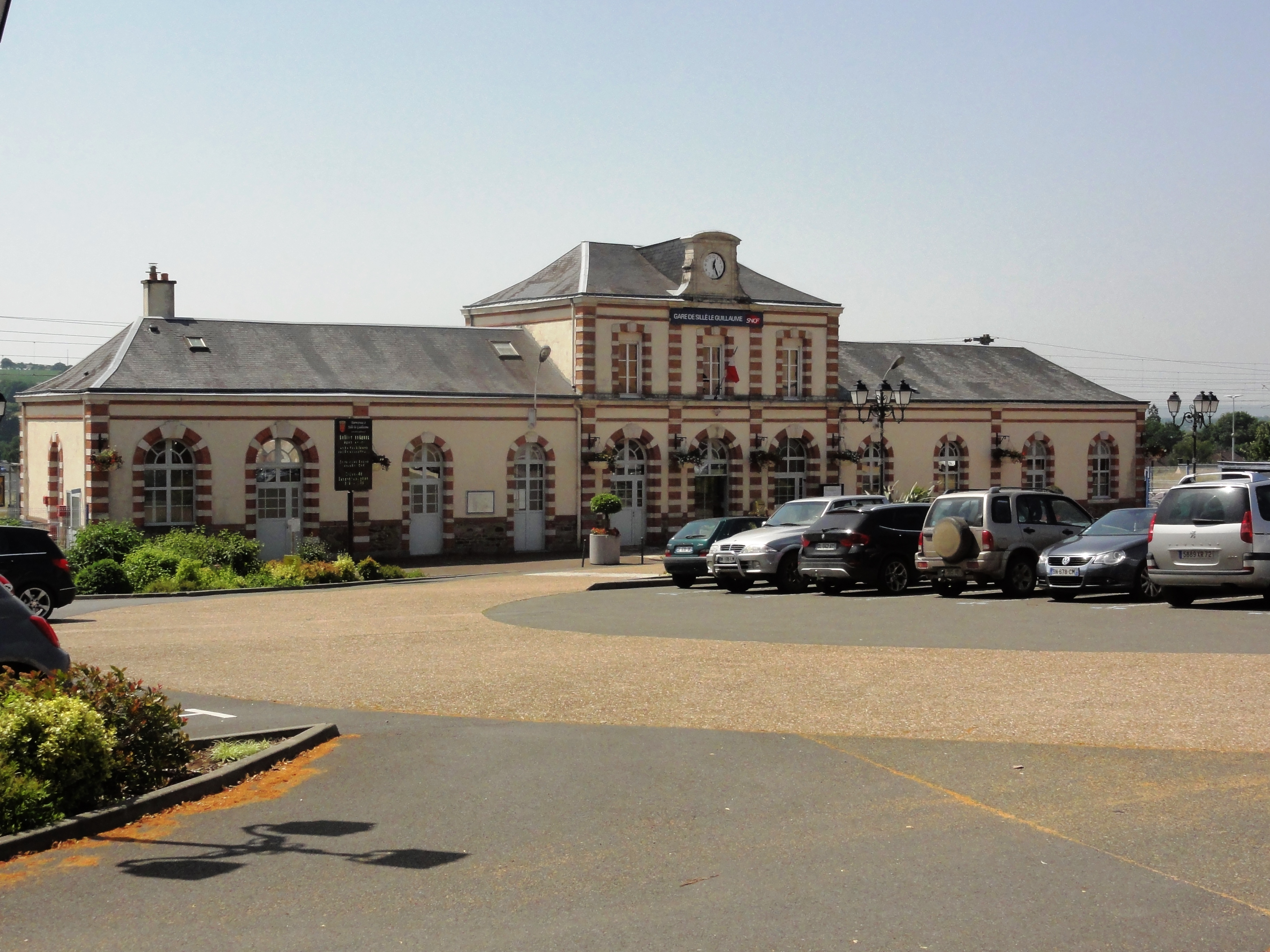
锡耶勒纪尧姆火车站

### 公路
多条萨尔特省省道在锡耶勒纪尧姆境内交汇，卢瓦尔河地区大区下属的城际客运提供巴士线路，可前往周边部分市镇。
2018年，59.9%的锡耶勒纪尧姆家庭拥有至少一辆私人汽车。2019年，锡耶勒纪尧姆境内共发生各类交通事故1起，造成1人受伤。

### 铁路
锡耶勒纪尧姆位于巴黎－布雷斯特铁路上。锡耶勒纪尧姆站位于市区中部，停靠往返于勒芒和拉瓦勒一线的区域列车。

### 航空
锡耶勒纪尧姆距离雷恩机场和图尔机场的公路里程均约133公里。

### 城市公共交通
截至2021年12月，锡耶勒纪尧姆暂无城市公共交通系统。

## 政治

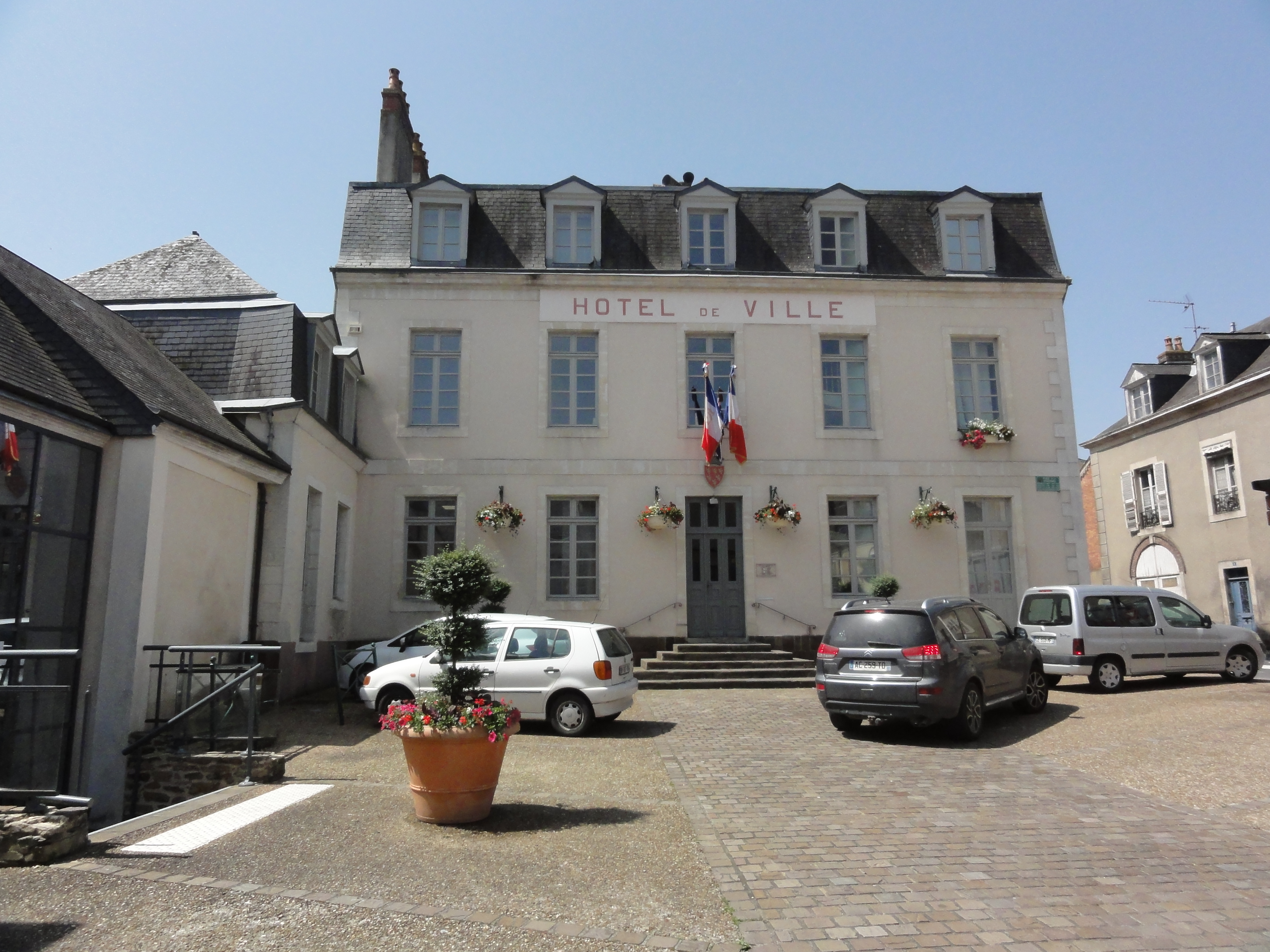
锡耶勒纪尧姆市政厅

锡耶勒纪尧姆的现任市长为热拉尔·加尔潘先生（Gérard Galpin），他是一名右翼无党派人士，在2020年的市政选举中获得了100%的支持率（无其他候选人）。
在2017年的法国总统大选中，法国第25任总统埃马纽埃尔·马克龙在锡耶勒纪尧姆获得了62.05%的支持率。

## 人口
2018年，锡耶勒纪尧姆市镇人口数量为2,267，在法国排名第4,792位。其中男性1,069人，女性1,198人，75岁及以上人口占15.5%，外籍人口数量为469人，人口密度为176人/平方公里，当地居民被称为（男性）或（女性）。2019年，锡耶勒纪尧姆境内出生22人，死亡人口61人。
| 年份   | 1936  | 1946  | 1954  | 1962  | 1968  | 1975  | 1982  | 1990  | 1999  | 2005  | 2010  | 2015  | 2018  |
| ------ | ----- | ----- | ----- | ----- | ----- | ----- | ----- | ----- | ----- | ----- | ----- | ----- | ----- |
| 人口數 | 2,570 | 2,822 | 2,645 | 2,608 | 2,528 | 2,777 | 2,863 | 2,583 | 2,585 | 2,386 | 2,364 | 2,318 | 2,267 |

## 经济

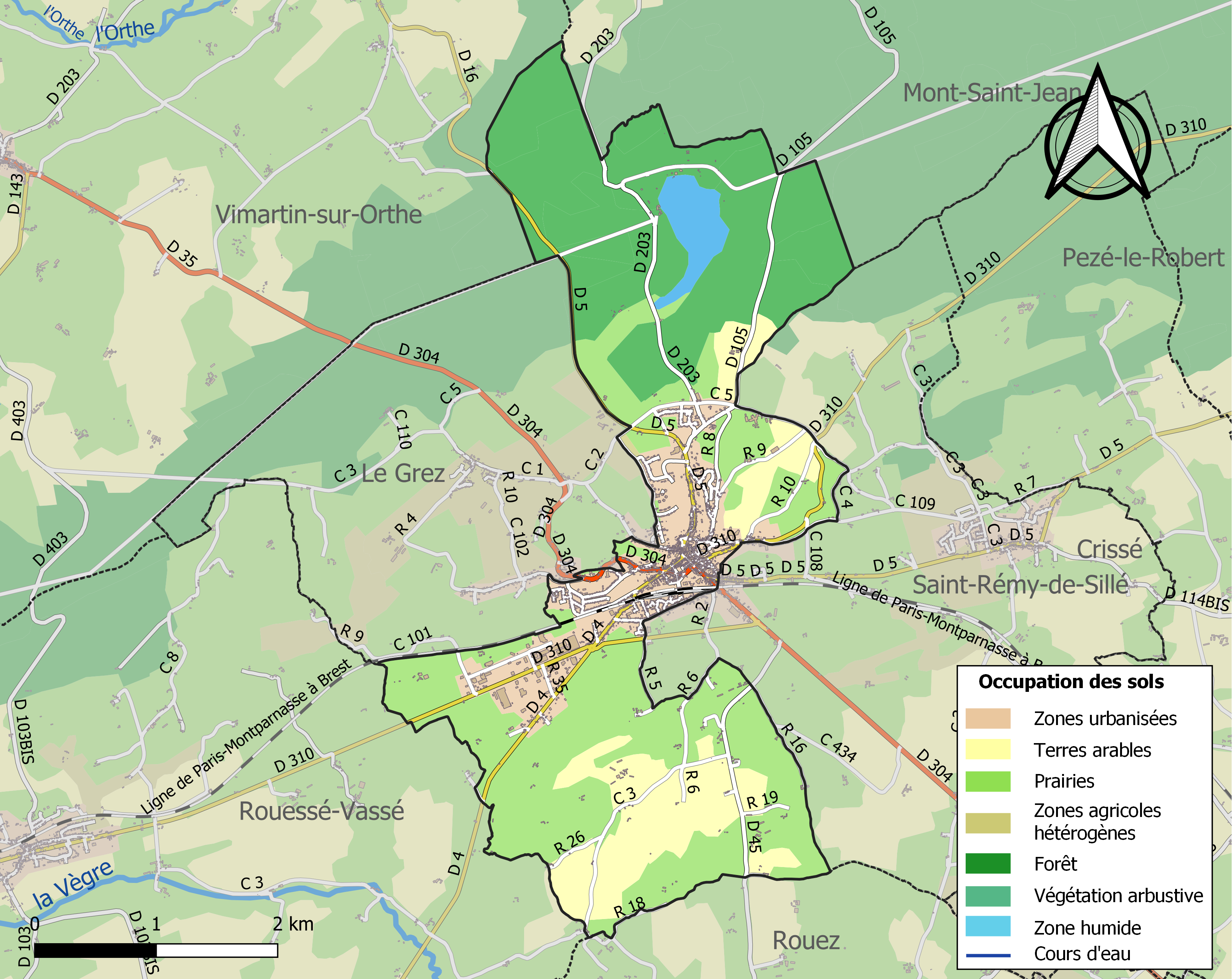
锡耶勒纪尧姆土地利用情况地图

截止2021年11月，锡耶勒纪尧姆共有各类用人单位（包含自雇）353家，平均历史为22年，其中99.51%为中小型企业（PME）。（公路短途物流）、（土地租赁）及（野营地）是当地2020年营业额最高的三个企业，分别为9,472,549欧元、240,002欧元和146,184欧元。

## 财政与居民收入
2019年，锡耶勒纪尧姆的财政收入总额为2,707,230欧元，财政支出总额为2,335,800欧元，当年的债务总额为649,080欧元。2021年，锡耶勒纪尧姆共获得314,341欧元的国家财政补助，比上一年增加了0.79%。
2019年，锡耶勒纪尧姆的人均月收入总额为1,964欧元，其中高级职员为3,176欧元，低于法国平均水平（4,230欧元）；中级职员为2,352欧元，低于法国平均水平（2,411欧元）；普通职员为1,721欧元，亦低于法国平均水平（1,740欧元）。
2018年，锡耶勒纪尧姆境内的青壮年（15至64岁）失业率为18.8%，当地44.9%的家庭拥有纳税资格，平均纳税1,799欧元，低于法国平均水平（3,888欧元）。

## 社会事务

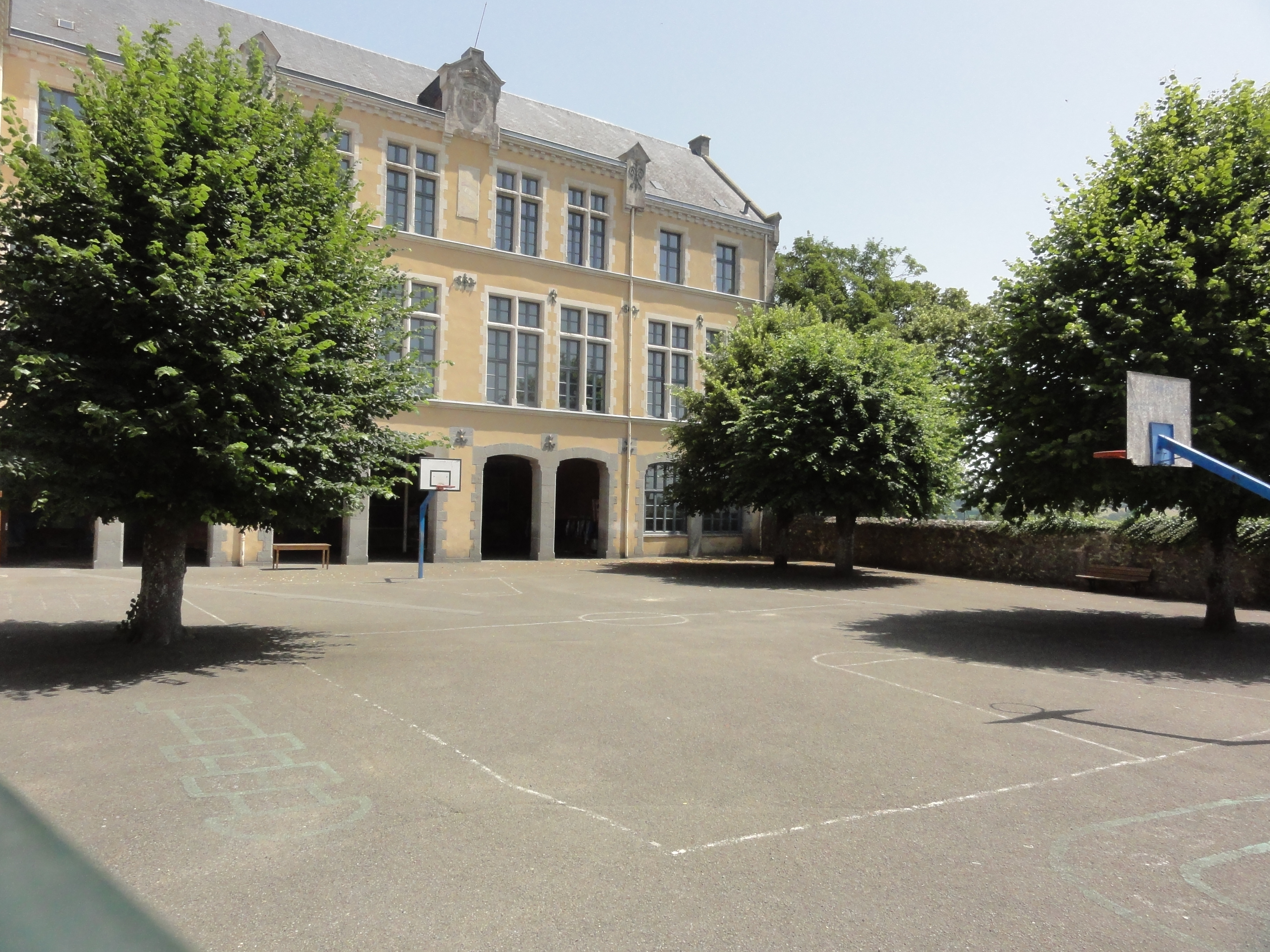
锡耶勒纪尧姆的一所学校

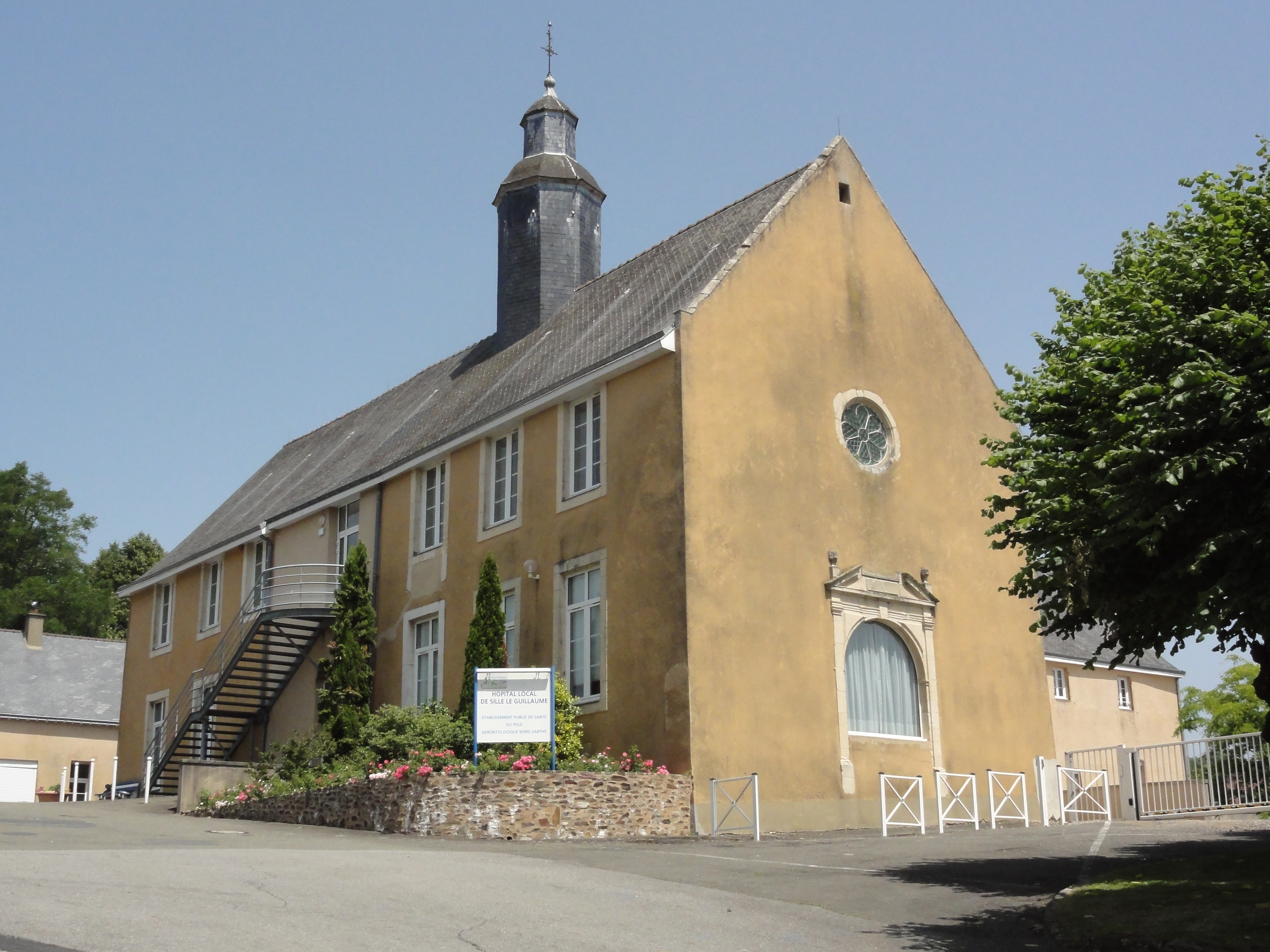
锡耶勒纪尧姆医院

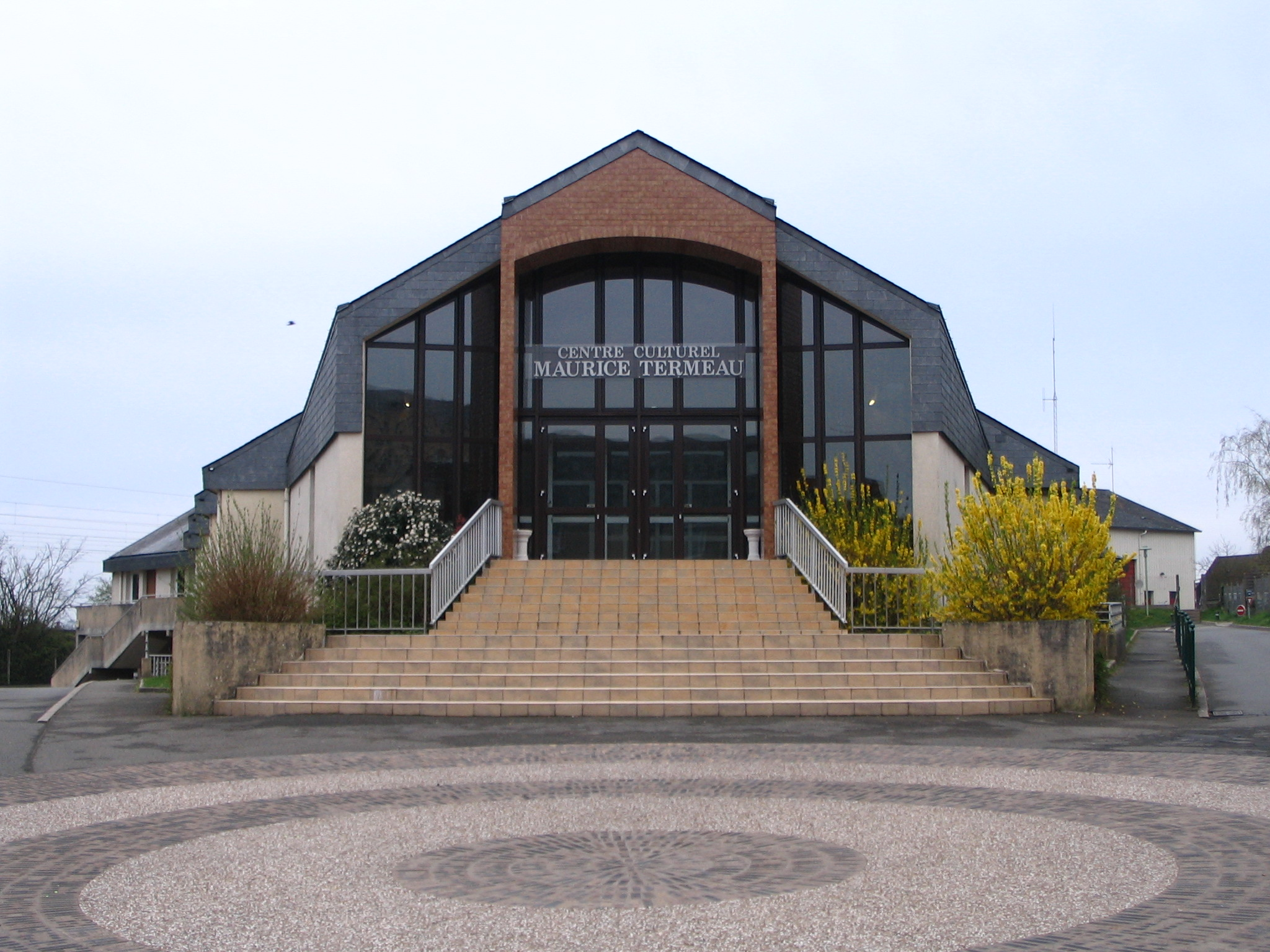
锡耶勒纪尧姆文化活动中心

### 教育
锡耶勒纪尧姆属于南特学区。截止2020年1月1日，锡耶勒纪尧姆境内共有1所幼儿园、2所小学、2所初级中学和1所普通高中。2018至2019学年度，锡耶勒纪尧姆境内共有在校中等教育阶段学生818名。

### 医疗
截止2020年1月1日，锡耶勒纪尧姆境内共有全科医生9名、保健师1名、牙医3名、护士8名和助产士1名。境内共有药房1家、养老院2家、残疾人帮扶中心1家。
锡耶勒纪尧姆是“北萨尔特省医疗中心”（Pôle Hospitalier et Gérontologique Nord Sarthe）的服务范围，后者是法国的一个区域性医疗机构，其主病区位于锡耶勒纪尧姆市区，设有床位160个，是当地规模最大的公立综合性医院。

### 住房
2018年，锡耶勒纪尧姆境内共有各类住房1,335套，其中80.4%为独立式居民区，18%为集中式居民区。常住房屋占锡耶勒纪尧姆市镇范围内居民建筑总量的78.0%。
在住房保障政策方面，2020年，锡耶勒纪尧姆境内共有267户家庭获得了住房经济补助，受益人数占总人口数量的11.8%，其中259份为房租补助。

### 商业
2019年，锡耶勒纪尧姆境内共有各类实体商铺64家，其中餐厅12家、大型超市1家、杂货店1家、面包房4家、肉铺3家、银行门店6家、美容美发店5家、汽车维修店3家。市中心建有一家Proxi超市，市区东南部建有开放式商业街区。

### 体育
2020年，锡耶勒纪尧姆境内共有1间体育馆、1座综合体育场、4处网球场、1处马术场、1处足球或橄榄球场以及3处篮球或排球场。
截至2021年11月，锡耶地区足球俱乐部（F.C. Pays de Sillé）是当地唯一的注册足球队，2021至2022赛季参加卢瓦尔河地区大区足球联赛。

### 环境
锡耶勒纪尧姆的环境事务由其所属的公共社区负责。2019年，锡耶勒纪尧姆境内共有1家污染企业。

### 治安
2019年，锡耶勒纪尧姆市镇范围内有1处宪兵队。
锡耶勒纪尧姆所在地是勒芒宪兵总队的管辖范围。2020年，该宪兵总队辖区内共143个市镇累计发生各类案件5,827起，其中盗窃类案件2,853起，经济类案件1,200起，毒品交易类案件90起。

## 文化

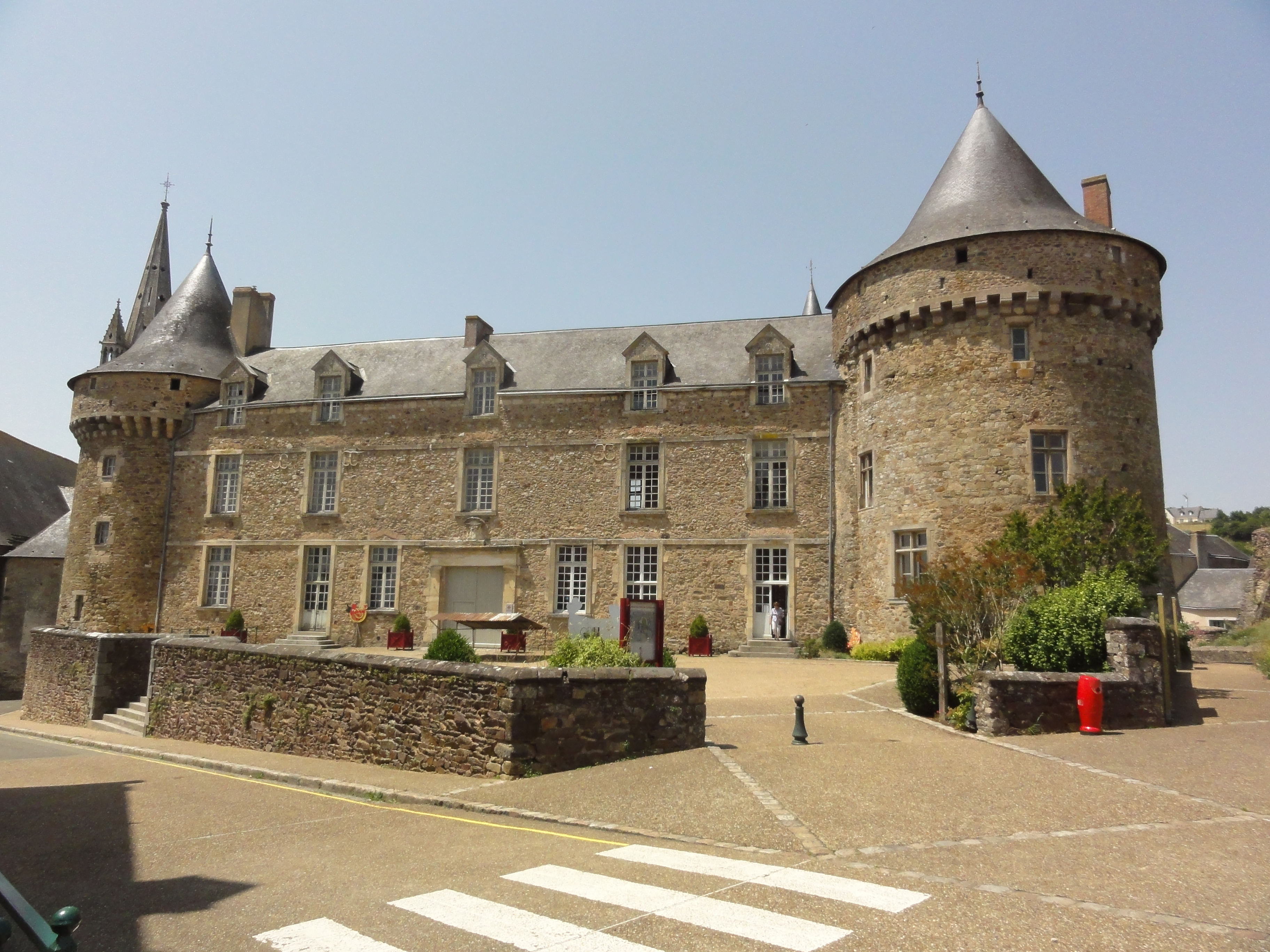
锡耶勒纪尧姆城堡

2020年，锡耶勒纪尧姆境内暂无任何文化设施。锡耶勒纪尧姆市政府提供多媒体中心，向公众全年开放。

### 建筑
锡耶勒纪尧姆境内有多处历史建筑，其中锡耶勒纪尧姆城堡和圣母教堂是当地的地标性建筑物，均为法国国家文物保护单位。

### 旅游
锡耶勒纪尧姆的旅游事务由其所属的公共社区负责。2021年，锡耶勒纪尧姆境内共有1家酒店共计15间房间；另有2个露营地，可容纳共280辆露营车。

### 媒体
法国主要的媒体均可在锡耶勒纪尧姆接收，法国电视三台下属的卢瓦尔河地区大区频道在部分时段播出锡耶勒纪尧姆所属区域的地方新闻。

## 友好城市
截至2021年12月，锡耶勒纪尧姆共与两座城市互为友好城市关系：
- 奥地利 圣潘塔莱昂-埃拉
- 英格兰 Somerton